# Академія інженерних наук України
Академія інженерних наук України — громадська організація, що об'єднує науковців і інженерів-практиків не лише України, але й зарубіжжя. Заснована у червні 1991 року в Києві. Президент — Петро Киричок  (у 1991—2021 — Петро Таланчук). Із 1996 року видає журнал «Вісті Академії інженерних наук України», який було включено до переліку наукових видань ВАК України.

## Заснування
Академія інженерних наук України діє з 1991 року як громадська самоврядна організація. Зареєстрована Міністерством юстиції України в листопаді 1991 року. Натхненником, ініціатором створення та першим Президентом Академії інженерних наук України був Петро Михайлович Таланчук..

## Мета та члени
Мета організації: об'єднання зусиль учених та фахівців України для нарощування інтелектуального потенціалу у сфері інженерної діяльності, впровадження досягнень науки і техніки у виробництво, професійна консолідація інженерів і вчених України.
Академія об’єднує біля 200 учених, конструкторів, організаторів виробництва, представників вищої школи та провідних спеціалістів різних галузей економіки України. В її складі 42 зарубіжних учених із 11 країн. Засновниками АІНУ були відомі і Україні та за її межами учені, конструктори, інженери-новатори, організатори науки і виробництва [2].
Створення Академії підтримали політехнічні, індустріальні та технологічні вищі навчальні заклади Києва, Харкова, Львова, Одеси, Донецька, Дніпра, Запоріжжя, Сімферополя та інші.
Створення АІНУ було активно підтримано багатьма ученими зарубіжних країн, зокрема, Канади, Франції, США, Федеративної Республіки Німеччини, Польщі, Китаю, Швеції, Югославії та інших. Свідченням цього є той факт, що з 1998 року АІНУ стала членом САЕТС — Міжнародної спілки академій інженерних та технологічних наук. Вагомим є внесок членів Академії у розвитку та становленні ряду вітчизняних галузей науки та виробництва, таких як металургія, спеціальне сільськогосподарське машинобудування; телекомунікаційні мережі та системи цифрового зв’язку; надсучасні комплекси з укладання та зварювання залізничних колій, ракето- та літакобудування; біохімічні технології; лазерні та нанотехнології; гірнича, ядерна, хімічна промисловості; екологічні та енергозберігаючі технології.
Наприклад, академік Ільченко М. Ю. разом із членами відділення радіоелектроніки та радіозв’язку сформували основні положення Державної науково-технічної програми «Системи зв’язку» та очолили координацію її виконання в межах усієї країни, завдяки чому України посідає гідне місце в Європі з розвитку сучасних телекомунікаційних систем.
Членами відділення інженерної екології , під керівництвом ак. Яцика А. В., створено карту водних ресурсів України та розроблено основні положення державної програм «Вода України».
Академік Микитин Я. І. доклав немало зусиль для збереження виробництва сучасних комплексів зварювання та укладання залізничних полотен; сприяв розширенню зарубіжного партнерства.
Адреса: Україна, 03056, Київ, проспект Перемоги, будинок 37, корпус 1..
В Академії працюють 20 науково-технічних секцій, ведуть дослідну діяльність 5 власних інститутів і центрів. Вона є асоційованим членом Міжнародної інженерної академії та Федерації вчених України. Вищим органом управління діяльністю Академії є Загальні збори. У період між Загальними зборами Академією керує Президія, котра обирається на п'ять років.
АІНУ має 22 відділення з різних інженерно-технічних напрямків. Серед науковців, які перебували чи перебувають в організації: В. Сацький, Ю. Таран-Жовнір, Г. Карюк, О. Качура, М. Згуровський, В. Матвієнко, Я. Микитин, Л. Бондаренко, Ю. Алексєєв, та інші. Серед членів АІНУ близько 70 громадян інших країн; у Польщі та США створено її відділення. Від червня 1998 року АІНУ — член Міжнародної спілки академій інженерних і технологічних наук (International Council of Academies of Engineering and Technological Sciences, CAETS).